# Kóra-Korber Nándor
Kóra-Korber Nándor (Nagyszentmiklós, 1897. június 6. – Bécs,  1953. március 12.) grafikus, illusztrátor, festő, iparművész.

## Életútja, munkássága
Tanítóképzőt végzett, művészi szakképzést a budapesti Szépművészeti Akadémián nyert. Az első világháború után rövid ideig a székelykeresztúri tanítóképző rajztanára, majd Temesváron telepedett le. Több sikeres kiállítás után modern plakátjai, színházi díszletei, templomi freskói tették ismertté nevét. Erdély és a Bánság legtöbbet foglalkoztatott lap- és könyvillusztrátora volt.
Szívem szerenádja című verseskötetével (Nagyszentmiklós, 1920) jelentkezett, majd expresszionista rajzaival az irodalmi avantgárd művészi kiegészítőjévé vált. A Fajankó című élclap kiadója és az Esti Lloyd gazdaságpolitikai napilap illusztrátora. Rajzaival jelent meg Szántó György A kék lovas című novella- és versgyűjteménye (1924) és Schumannal a Carneválban című versciklusa (1925). A Törekvés című hetilap, a Periszkop című folyóirat állandó művész-munkatársa (1925–26). Fedőlapokat tervezett, rajzokat készített bánsági szerzők könyveihez és a Morawetz Zeneműkiadó kottafüzeteihez; a Párizsból hazatért Varga Alberttel együtt 1926-ban művészképző szabadiskolát nyitott Temesvárt. 1928-ban Bécsbe költözött, ahol napilapok és könyvkiadó vállalatok illusztrátora s egy Herr Haslinger című karikatúragyűjtemény szerzője.

## Kötete
- Pán-Optikum (karikatúrák, a Pán-Könyvtár 16. számú kiadványa, Temesvár, 1923).